# 竇叔向
竇叔向（？—？），字遺直，出于扶风窦氏，唐朝官员。

## 生平
早年与常衮友善。大曆初登进士第。曾任太子通事舍人、國子博士，後任江阴縣令。大曆十二年（777年），常衮拜相，以叔向為左拾遗、內供奉。大曆十四年，常衮罢相，叔向亦出京任溧水县（治今江苏省溧水县）縣令。窦叔向逝世后，追赠工部尚书。有《竇叔向集》七卷，已佚。《全唐诗》存诗九首。娶给事中袁高妹，有五子竇常、竇牟、竇羣、竇庠、竇鞏俱以文学有名于当时。